# Larisa Oleynik
Larisa Romanovna Oleynik (7. lipnja 1981.) američka je glumica ukrajinskog podrijetla. Postala je poznata sredinom 1990-ih, naslovnom ulogom u TV seriji "Tajni život Alex Mack" ("The Secret World of Alex Mack"), kao i ulogama u filmovima Klub dadilja (1995.) i 10 razloga zašto te mrzim (1999.) Tijekom 2000-ih, dijelom i zbog zauzetosti školovanjem, većinom se pojavljivala u niskobudžetnim filmovima.
Dok je bila idol tinejdžera, Oleynik su opisivali kao "jednu od najomiljenijih petnaestogodišnjakinja Amerike" i "poslovičnu djevojku iz susjedstva".

## Vanjske poveznice
- Larisa Oleynik u internetskoj bazi filmova IMDb-u (engl.)
- Larisa.com, neslužbena stranica glumice